# Рогач, Ян
Ян Рогач (чеш. Ján Roháč; 18 июня 1932, Нитрианске Правно, Чехословакия — 5 октября 1980, Прага) — театральный, кино- и телережиссёр.

## Биография
Телевизионный и театральный режиссёр и сценарист Ян Рогач бо́льшую часть своей жизни прожил в Праге. После окончании гимназии поступил на Театральный факультет (DAMU) Пражской академии. С самого начала обучения стал интересоваться комедией и юмором. C 1955 г., по окончании академии, работал в Театре эстрады и сатиры, затем театре в Пардубицах (1955—1957), в мюзик-холле Алгамбра, в театре Laterna magika (1957—1960) и театре Семафор (1963—1968). Его особое режиссёрское видение сильно повлияло на развитие и популярность чешского театрального искусства 60-х годов XX века. Рогач успел поработать с двумя творческими объединениями: Иржи Сухий (Jiří Suchý) — Иржи Шлитр (Jiří Šlitr) и Мирослав Шимек (Miloslav Šimek) — Иржи Гроссман (Jiří Grossmann). Его талант распространялся и на киноискусство. Вместе с Владимиром Свитачкем в 1964 году он снял музыкальный фильм под названием «Если бы тысяча кларнетов» (Kdyby tisíc klarinetů), в котором участвовали звёзды музыкальной эстрады Эва Пиларова, Надя Урбанкова и Карел Готт. На телевидении Ян Рогач работал, начиная с 1968 года, был режиссёром телевизионных передач, музыкальных сериалов и фильмов. Сегодня Яна Рогача можно назвать одним из основоположников развлекательного жанра на чешском телевидении.

## Творчество

### Театр
- Букола или враг — убийца / Bukola aneb vrahem je pachatel (Varieté Alhambra)
- Сюзанна снова одна дома / Zuzana je zase sama doma (Divadlo Semafor — Jiří Suchý + Jiří Šlitr)
- Хорошая прогулка / Dobře placená procházka (Divadlo Semafor — Jiří Suchý + Jiří Šlitr)
- Разговоры сквозь рампу (Miroslav Horníček)
- Dva muži někde (Miroslav Horníček)
- Беседа на болоте (Miloslav Šimek + Jiří Grossmann)

### Кино
- Ездим без проблем / Jezdím bez nehod
- Собачья жизнь / Život je pes
- Кино-автомат. Человек и дом / Кinoautomat. Člověk a jeho dům
- Стыд / Zčervená
- Выключите лампы / Zhasněte lampióny

сценарист
- 1957 Konec jasnovidce

### Телевидение
- Песни на завтрa / Písničky na zítra
- Встречи Шимка и Гросманна / Návštěvní dny Šimka a Grossmanna
- Разговоры Х Hovory H (Miroslav Horníček a jeho hosté)
- Однажды, два писателя / Byli jednou dva písaři (televizní seriál s Jiřím Sovákem a Miroslavem Horníčkem)
- Музыка — это мое / Hudba — to je moje
- Соль земли / Soľ zeme
- Так бесконечно прекрасна / Tak nekonečne krásna
- Хлеб и соль / Chléb a sůl
- Поет Карл Готт / Zpívá Karel Gott
- Бумеранг / Bumerang
- То, что не пойму никогда / Co nikdy nepochopím…
- 1976 Traja chrobáci (комедия, ТВ) — Гран при на Bienále Prix Jeunesse International (Мюнхен, 1978) в категории программ для детей

## Память
В 2005 г., в 25-ю годовщину смерти, в Нитрианске Правно на доме, в котором родился Я. Рогач, установлена мемориальная доска.